# Modulex M20

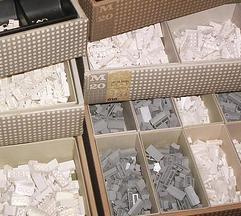
Modulex-M20-Steine

Das Klemmbausteinsystem Modulex wurde 1963 von der Lego-Gruppe in Billund, Dänemark, entwickelt, gefolgt von der Ausgliederung in eine eigenständige Firma gleichen Namens. Bis in die Mitte der 1970er Jahre produzierte Modulex das als Modulex M20 bezeichnete Bausystem, vorrangig zur Realisierung von Architekturmodellen.
Die Steine haben eine ähnliche Form wie die des Lego-Systems, sind aber wesentlich kleiner und haben andere Proportionen (1:1:1 bei Modulex zu 5:5:6 bei Lego). Ihre Maße bauten auf einem Würfel mit 5 mm Kantenlänge auf, was im Maßstab 1:20 den Baumodul von 10 cm ergab. Das Lego-Grundelement ist mit 8 mm Breite und 9,6 mm Höhe deutlich größer.
Anfangs trugen die Noppen den Schriftzug „LEGO“, welcher ab der Firmengründung 1965 durch den Buchstaben „M“ ersetzt wurde. Die Farbauswahl der Steine aus mattierten Kunststoff in gedeckten Farben orientierte sich am Verwendungszweck. Zum dauerhaften Verbinden wurde als Zubehör Klebstoff angeboten.

## Verwendung
Die einheitliche Kantenlänge ermöglicht einen maßstabsgerechten Bau von Modellen. Neben Modellen von Häusern und Baudetails konnten so auch Industrieanlagen oder Bereiche des Städtebaus konstruiert werden. Elemente mit Buchstaben und Zeichen dienen zur Beschriftung. Auf an Wänden aufgehängten Noppenplatten oder aufgeklebte Noppenfolien ließen sich Diagramme (z. B. Dienstpläne), Orientierungstafeln, Beschriftungen oder andere Grafiken anbringen.
Neben den quaderförmigen Bausteinen standen Sonderelemente beispielsweise für Dächer, Giebel, Fenster und Türen zur Verfügung. Zudem gab es Schrägsteine (positiv und negativ) und zuschneidbare Farbfolien.
Während der Fokus anfangs in der Realisierung von Architekturmodellen lag, erweiterte Modulex seine Produktpalette in den 1970er Jahren in den Bereich der Beschilderung und Raumgestaltung.
Es wurden spezielle Steine für Wegweiser, Raumbeschriftungen und Orientierungstafeln entwickelt, die häufig in öffentlichen Gebäuden und großen Unternehmen eingesetzt wurden. Dies führte dazu, dass Modulex zunehmend als Anbieter von Informationssystemen bekannt und das ursprüngliche Bausystem eingestellt wurde.

## Modulex heute
Heute bietet die Firma Modulex A/S weltweit Lösungen für visuelle Kommunikation und ist auf architektonische Beschilderung sowie individuelle Wegweiser- und Beschilderungssysteme für den öffentlichen und privaten Sektor spezialisiert. Das Unternehmen ist in über 300 Städten und 45 Ländern tätig und betreibt mehrere Fertigungsstandorte. Zudem wird mit der Plattform eModulex eine Cloud-basierte Projektmanagementsoftware angeboten.